# NGC 6079
NGC 6079 ist eine 12,7 mag helle elliptische Galaxie vom Hubble-Typ E3 im Sternbild Drache am Nordsternhimmel. Sie ist schätzungsweise 341 Millionen Lichtjahre von der Milchstraße entfernt und hat einen Durchmesser von etwa 140.000 Lichtjahren.
Im selben Himmelsareal befinden sich u. a. die Galaxien NGC 6071, NGC 6091, IC 1201, IC 1204.
Das Objekt wurde am 6. Mai 1791 vom deutsch-britischen Astronomen Wilhelm Herschel mit einem 18,7-Zoll-Spiegelteleskop entdeckt, der sie dabei mit „vF, vS; with 300 power cL“ beschrieb. Auf Grund eines Fehlers in Herschels Positionsangabe führte die Beobachtung vom US-amerikanischen Astronomen Lewis A. Swift am 2. August 1888 unter IC 1200 zu einem Eintrag im Index-Katalog.